# Eulophia suzannae
Eulophia suzannae là một loài thực vật có hoa trong họ Lan. Loài này được Geerinck mô tả khoa học đầu tiên năm 1990.